# Hymedesmia nummota
Hymedesmia nummota är en svampdjursart som beskrevs av de Laubenfels 1936. Hymedesmia nummota ingår i släktet Hymedesmia och familjen Hymedesmiidae.
Artens utbredningsområde är Florida. Inga underarter finns listade i Catalogue of Life.